# Мельфийский договор
Мельфийский договор — соглашение между римским папой Николаем II с одной стороны и графом Робертом Гвискаром из дома Отвилей и графом Ричардом из дома Дренго с другой стороны, подписанное 24 июня 1059 года в городе Мельфи в преддверии церковного собора, на котором оно было ратифицировано конкордатом. 

## Союз между римским папой и норманнами
После войны, которая в 1053 году закончилась поражением папской армии от норманнов в битве при Чивитате, Святой Престол, боровшийся за инвеституру с германскими императорами, и норманны, стремившиеся к легитимации своих завоеваний в южно-итальянских землях, начали политику сближения.
Договор, подписанный сторонами в Мельфи, положил начало отношениям между Николаем II и главами норманнских домов Отвилей и Дренго, которые поддерживали его в борьбе против антипапы Бенедикта X.
Понтифик признал и узаконил завоевания норманнов и предоставил им инвеституру на южно-итальянские земли, которыми в то время владели византийцы, лангобарды и арабы.

## Церковные вассалы

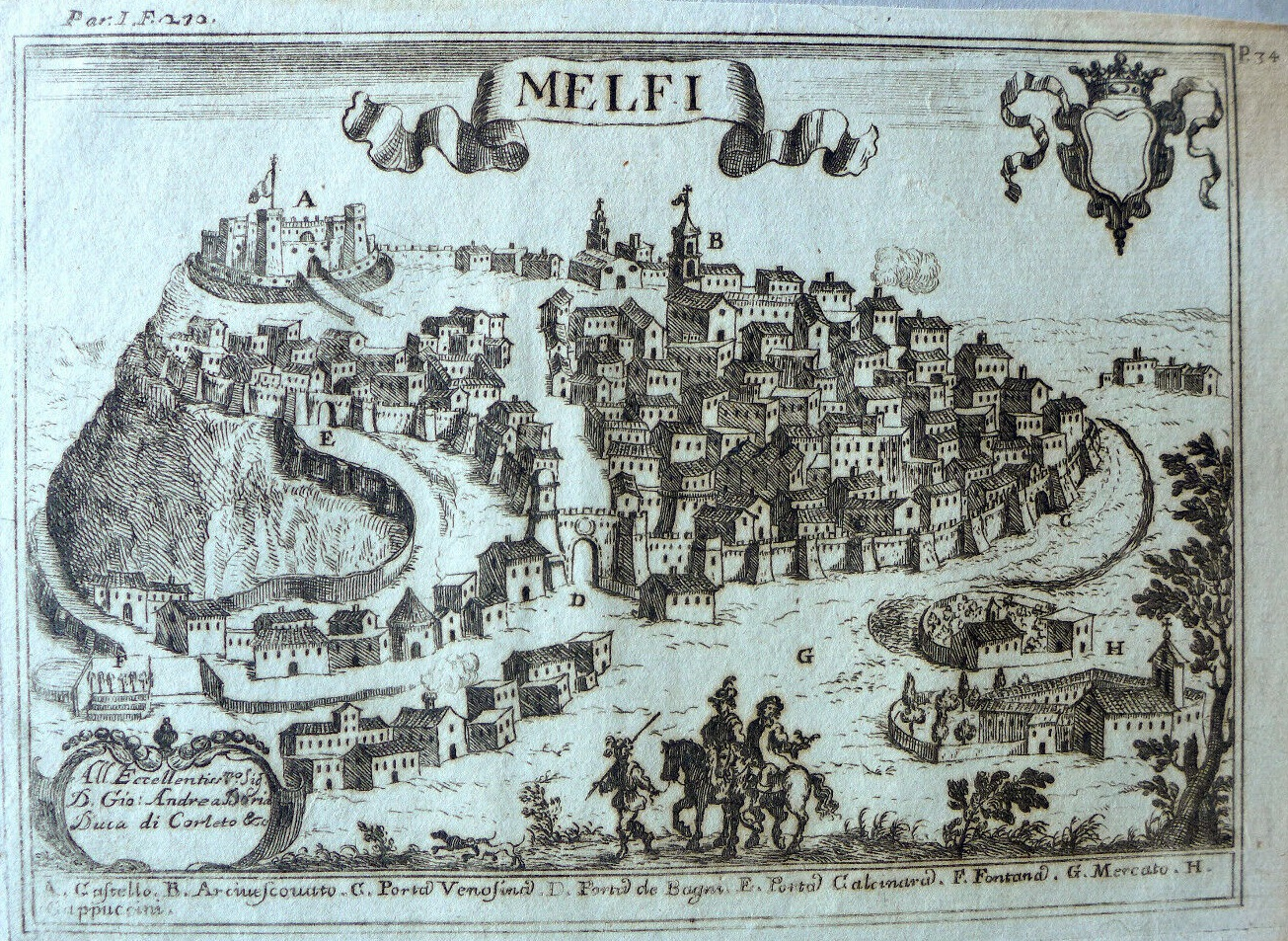
Гравюра с изображением Мельфи

Николай II возвёл Ричарда I, синьора Джензано и графа Аверсы из дома Дренго в князья Капуи и признал за Робертом Гвискаром, графом Апулии из дома Отвилей, который публично исповедовал себя христианином, титул герцога Апулии и Калабрии и будущего герцога Сицилии. Таким образом, появились два независимых норманнских государства, связанные напрямую со Святым Престолом, а римский папа подтвердил сюзеренитет Римской церкви над южно-итальянскими феодами. Законность своих притязаний на светскую власть в этих землях понтифик обосновывал дарами Пипина и Константина (последний впоследствии оказался подложным актом).
Николай II признал Ричарда I Дренго и братьев Роберта и Рожера I Отвилей вассалами Церкви. До этого события светская инвеститура была привилегией германских императоров. Понтифик добился от глав норманнских домов согласия поддерживать Святой Престол, при необходимости и оружием, уважать церковные указы об избрании будущих римских пап. Норманны обязались защищать Церковь от вмешательства германских императоров, в том числе и в выборы пап, и гарантировали, что эти выборы будут проходить в соответствии с правилами, утверждёнными церковным собором. Они также обязались платить Святому Престолу ежегодную дань в размере двенадцати павийских монет за каждую пару быков и за каждый югер церковных земель в их владениях, снабжать римского папу войсками и поддерживать понтифика против любого противника, пообещав не вступать в войну без разрешения главы Церкви. Мельфийский договор предшествовал Первому Мельфийскому собору, на котором он был ратифицирован Мельфийским конкордатом.